# Brudzice
Brudzice – wieś w Polsce położona w województwie łódzkim, w powiecie radomszczańskim, w gminie Lgota Wielka. Liczy około 800 mieszkańców. Znajduje się tutaj: Publiczna Szkoła Podstawowa, kościół pod wezwaniem św. Maksymiliana Marii Kolbe oraz Ochotnicza Straż Pożarna. Jest tu również sklep spożywczo – przemysłowy oraz działają tu niewielkie przedsiębiorstwa. Niektórzy mieszkańcy zajmują się rolnictwem. Do wsi przylegają lasy.
W centrum Brudzic położony jest park, a tuż obok niego rondo. W Brudzicach można odwiedzić następujące ulice: Wieluńską, Radomszczańską, Łódzką, Leśną, Źródlaną, Zieloną, Glinianą, Podgórną, Plac 3-go Maja, Ogrodową, Poprzeczną, Sadową, Lipową, Brzozową. Przy głównej ulicy stoi budynek, w którym dawniej mieściła się poczta.
Do 1954 roku istniała gmina Brudzice, następnie do 1959 roku gromada Brudzice. W latach 1975–1998 miejscowość administracyjnie należała do województwa piotrkowskiego.

## Historia
Nazwa Brudzice pochodzi od słowa Brudzic, czyli pierwszego mieszkańca wioski. Osiedlający się tu ludzie przybyli z okolic Kielc oraz ze wschodu.

## Opowieści
W Brudzicach znajdował się dwór, w którym mieszkał Szweizar ze swoją rodziną. Oprócz tego majątku posiadał również dwór w Łasku. Majątek w Brudzicach był dość duży, pałacyk był zewsząd otoczony fosą z wodą. Dwór otoczony był także murem zbudowanym z kamieni. Do pałacu można było dostać się mostem, a potem przez bramę, która zamykana była wieczorem na noc.
100 metrów od dworu znajdowała się kaplica – miejsce modlitwy wiernych w Brudzicach. Msze święte odprawiał ksiądz proboszcz, który przyjeżdżał z Lgoty Wielkiej. Obraz, który znajdował się w kaplicy obecnie jest w kościele pod wezwaniem św. Klemensa w Lgocie Wielkiej.
Z inicjatywy dziedzica została wybudowana w 1905 r. szkoła. Szweizar przeznaczył na ten cel pieniądze i dał teren pod budowę. Szkoła miała trzy klasy, w niej mieściła się ówczesna rada gminy.
Każdy dobrze prowadzony dwór miał młyn, a że Brudzice nie narzekały na brak wody – był to młyn wodny. Oprócz niego usypane były tzw. groble, które oddzielały sztuczne, ogromne stawy pełne ryb i raków.
Służby i parobkowie pracujący we dworze nocleg otrzymywała w jednej z dwóch karczm.
Według wiarygodnych źródeł w Brudzicach bądź okolicy istniał w XVII w. klasztor bądź inna sakralna budowla. Źródła podają, że Paulini mieli majątki w okolicznych miejscowościach (Brudzice, Wiewiórów i Wiewiec).
Można również znaleźć informacje o szlachcie mieszkającej w wiosce.

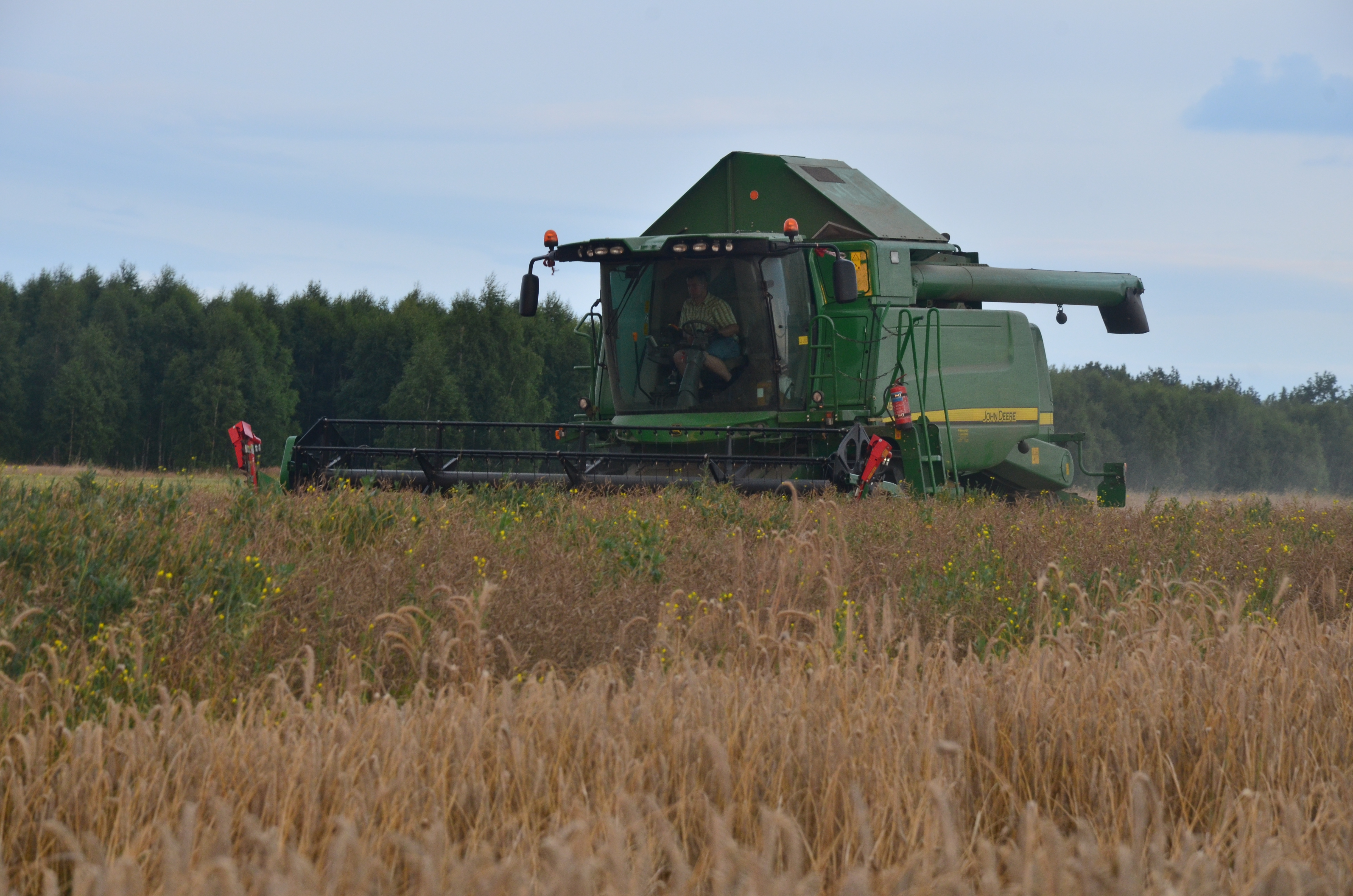
Tymbek Tv

## Rozbiory
Podczas rozbiorów Polski Brudzice trafiły do ziem zaboru rosyjskiego. Zostały tutaj wyznaczone m.in. oddział pocztowy i punkt poborowy. Urząd pocztowy znajdował się w Radomsku, a od 1905 r. także w Gidlach, w którym korespondencję można było odbierać w niedziele, wtorki, czwartki i piątki. Naczelnicy powiatów mieli w 1895 r. wyznaczyć miejscowości na oddziały pocztowe: Garnek, Rząśnia, Pajęczno, Brudzice, Gidle, Kobiele, Przerąb. Rozwijała się sieć telegraficzna. W 1873 r. na terenie powiatu były 24 punkty poborowe do wojska (służbie wojskowej podlegali mężczyźni w wieku 20 – 30 lat). Były to: Nowo-Radomsk, Rząśnia, Brzeźnica, Pajęczno, Rzeki, Radziechowice, Sulmierzyce, Konary, Zamoście, Dąbrowa, Garnek, Gidle, Dmenin, Maluszyn, Kobiele, Dobryszyce, Wielgomłyny, Brudzice, Kruszyna, Żytno, Gosławice, Koniecpol, Masłowice i Przerąb. W 1884 r. z guberni piotrkowskiej pobór miał wynieść 2761 osób, z tego z powiatu radomszczańskiego (odbył się 10 grudnia) 405 mężczyzn (prawie 15%).

## Historia (ciąg dalszy)
Do XIX w. Brudzice były majątkiem, którego właścicielem był pan Brudzewski. Od początku XX wieku właścicielem tegoż majątku był Maks Rotberg, a administratorem Bronisław Rogowski, aż do II wojny światowej. W latach 1939–1945 Brudzice należały do Generalnego Gubernatorstwa, którego gubernatorem był Hans Frank i dystryktu (województwa) Radom. W tym czasie każdy obywatel w wiosce posiadał kenkartę – odpowiednik dowodu osobistego. W okresie międzywojennym szkoła mieściła się w chałupach u pana Walentego Jarosa oraz Wojciecha Ślęzaka. Ciekawostką może być informacja, że na terenie miejscowości Brudzice urodził się 4 stycznia 1903 r. dowódca batalionu Stefan Golędzinowski – pseudonim Golski. Był uczestnikiem I i II wojny światowej. Walczył w Powstaniu Warszawskim, po upadku którego trafił do niewoli niemieckiej. Został odznaczony Krzyżem Walecznych we wrześniu 1944 r. Dawniej Brudzice wyglądały inaczej niż obecnie. Domy i budynki gospodarcze były drewniane i kryte słomą. Drogi były piaszczyste i wyłożone kamieniem. Częste pożary przyczyniły się do tego, że wielu gospodarzy odbudowało stodoły na gruncie po przeciwnej stronie drogi. Mniej zwarta zabudowa zabezpieczała przed szybkim rozprzestrzenianiem się ognia. Inne były także warunki mieszkalne. Izby były niskie i ciemne, a podłogi gliniane. Wiejskie chaty pozbawione były urządzeń sanitarnych. Głównym oświetleniem były lampy naftowe. Dopiero w latach 60. XX wieku wieś została zelektryfikowana. Do 1954 r. w Brudzicach mieściła się siedziba władz gminy. Gmina Brudzice należała do powiatu radomszczańskiego i województwa łódzkiego. Według stanu na dzień 1 lipca 1952 roku gmina składała się z piętnastu gromad: Aleksandrów, Bieliki, Bogumiłów, Brudzice, Chorzenice, Dąbrówka Lgocka, Faustynów, Janów, Karolów, Krzywanice, Lgota Wielka, Marcinów, Wiewiórów prywatny, Wiewiórów Szlachecki i Wola Blakowa. Jednostka została zniesiona 29 września 1954 roku wraz z reformą wprowadzającą gromady w miejsce gmin. Po reaktywowaniu gmin z dniem 1 stycznia 1973 roku gminy Brudzice nie przywrócono, utworzono jej terytorialny odpowiednik, gminę Lgota Wielka.

## Teraźniejszość
Brudzice posiadają ośmioklasową szkołę podstawową. Budynek ten został pobudowany w 1914 r. Początkowo mieściła się w nim gmina. W czasie II wojny światowej w budynku szkoły mieściła się żandarmeria niemiecka. W latach 60. kierownikiem szkoły był pan Jan Bednarczyk, po nim Alina Jeziak, następnie pan Mirosław Nita. W 1976 roku ponownie dyrektorem została pani Alina Jeziak, w 1994 roku stanowisko dyrektora objęła pani Zofia Sikorska, a w 2004 roku pani mgr Irena Bednarek. Od 2007 r. funkcję tę sprawowała pani Małgorzata Rudzka. W 2015 r. stanowisku objęła pani Agnieszka Szymańska. Obecnie dyrektorem szkoły jest pani Elżbieta Białek. W 2014 roku, dzięki funduszom pozyskanym z Unii Europejskiej, przy szkole podstawowej powstał plac zabaw. W 2010 roku rozpoczęto budowo Hali Sportowej. Prace trwały 4 lata. Obecnie hala cieszy się dużym zainteresowaniem ze strony dzieci i młodzieży. Warto wspomnieć, że ten obiekt by nie powstał gdyby nie wsparcie finansowe Gminy Kleszczów. Ochotnicza Straż Pożarna powstała 30 grudnia 1921 roku. W jej budynku mieściła się świetlica wiejska, teraz jest to miejsce w którym są organizowane różne wydarzenia. W 2010 roku remiza strażacka została zaopatrzona w centralne ogrzewanie, a w 2016 r. zmieniono pokrycie dachowe na budynku oraz odnowiono elewację zewnętrzną. W latach 1981–1989 staraniem księdza Mirosława Przybyłowicza, proboszcza parafii w Lgocie Wielkiej, do której Brudzice wówczas należały, został pobudowany kościół, który początkowo miał pełnić funkcję punktu filialnego. Kamień węgielny został poświęcony przez Jana Pawła II podczas wizyty na Jasnej Górze. Parafię erygował biskup Stanisław Nowak 18 czerwca 1989 roku wyłączając jej teren z parafii Lgota Wielka. Pierwszym proboszczem został ks. Tadeusz Łachut, który zamieszkał w niewielkim pomieszczeniu nowo wybudowanego kościoła. Tegoż samego roku została ukończona budowa domu katechetycznego i oddano go do użytku 4 września 1989 roku. W nim do 1993 r. mieszkał proboszcz. Wkrótce został urządzony cmentarz grzebalny. W 1992 r. ukończono budowę plebanii. W 1995 r. ks. Andrzej Kacperczyk przy pomocy Wójta Gminy Lgota Wielka Jerzego Kotlewskiego w domu Katechetycznym zorganizował świetlicę parafialną. Staraniem księdza proboszcza wybudowano dzwonnicę i zakupiono dzwony. Jeden z dzwonów nosi imię Andrzej i upamiętnia zmarłego proboszcza. Dotychczasowi proboszczowie: ks. Tadeusz Łachut, ks. Andrzej Kacperczyk, ks. Janusz Wielgos, ks. Jarosław Binek, ks. Sylwester Tronina.

## Rolnictwo
Brudzice były kiedyś miejscowością typowo rolniczą. Na początku lat 90. ubiegłego wieku zaczęło się to diametralnie zmieniać. Dziś pozostał tylko niewielki procent gospodarstw, z których większość to małe gospodarstwa przeznaczające produkcję głównie na potrzeby własne. Największy gospodarz w okolicy ma 280 ha ziemi i zajmuje się produkcją zarówno rolną, jak i zwierzęcą. W okolicy uprawia się głównie zboża: owies, żyto, pszenicę czy jęczmień, a także rzepak i kukurydzę. Coraz więcej rolników zaczęło siać grykę czy łubin, zostały też podjęte próby siania soi, ale uprawy nie są opłacalne. W okolicach miejscowości znajdują się lasy, tzw. "lasy brudzkie".
 przez wieś biegnie Łódzka Magistrala Rowerowa N-S